# Alastor cylindricus
Alastor cylindricus är en stekelart som beskrevs av Giordani Soika 1991. Alastor cylindricus ingår i släktet Alastor och familjen Eumenidae. Inga underarter finns listade i Catalogue of Life.